# Henry Allen (Fußballspieler, I)
Henry Allen war ein chilenischer Fußballspieler. Der Mittelfeldspieler absolvierte drei Länderspiele für Chile. 

## Vereinskarriere
Auf Vereinsebene spielte Henry Allen von 1909 bis 1911 beim Hauptstadtklub Unión Santiago. Mehr ist über seine Vereinskarriere nicht bekannt.

## Nationalmannschaft
Henry Allen debütierte für Chile im ersten Länderspiel überhaupt des Landes und führte sein Team als Kapitän auf das Spielfeld. Im Freundschaftsspiel gegen Argentinien am 27. Mai 1910 verlor die La Roja mit 1:3. Danach absolvierte der Mittelfeldspieler bei der Copa Centenario Revolución de Mayo, einem Vorläufer der heutigen Copa América, beide Spiele beim Turnier in Argentinien.